# Craig Russell (Schauspieler)
Craig Russell (* 10. Januar 1948 in Ontario; † 30. Oktober 1990 in Toronto; eigentlicher Name Russell Craig Edie) war ein kanadischer Entertainer und Frauenimitator.

## Leben und Werk
Er arbeitete zunächst als Sekretär der Schauspielerin Mae West und als Friseur, ehe er seine Karriere als Frauenimitator begann. Russell konnte dabei auf Playbacks verzichten, da er dank seiner eigenen, extrem modulationsfähigen und drei Oktaven umfassenden Stimme in der Lage war, nicht nur die Körpersprache, sondern auch die Stimmen von Stars wie Judy Garland, Marlene Dietrich, Peggy Lee, Bette Midler, Mae West, Ella Fitzgerald und Barbra Streisand zu imitieren. Ebenso konnte er die Stimmen von Elvis Presley, Neil Diamond und Louis Armstrong nachmachen.
Weltruhm erlangte Russell durch den 1977 gedrehten Film Ausgeflippt (Originaltitel: Outrageous), in dem zahlreiche seiner Imitationen zu sehen sind. Der Film basierte auf der Kurzgeschichte Making it seiner Lebensgefährtin Margaret Gibson und beinhaltete biografische Bezüge beider Künstler. 1978 erhielt er für seine Leistung in diesem Film den Darstellerpreis bei den Filmfestspielen von Berlin. Er trat mit seiner Show in New York, Las Vegas, Hollywood, Berlin, London und Paris auf. Die Aufzeichnung eines Konzertes in Hamburg wurde im Deutschen Fernsehen gesendet, die Aufzeichnung eines Konzertes in Amsterdam lief im Niederländischen Fernsehen.
Mit zunehmendem Erfolgsdruck machten sich bei Russell psychische Probleme bemerkbar, die auch seine Karriere negativ beeinflussten. 1986 drehte er mit dem Film Too Outrageous! eine Fortsetzung von Outrageous, die jedoch nicht an den Erfolg des Originals anknüpfen konnte.
Er starb an den Folgen von Aids.